# Jogosari
Jogosari is een bestuurslaag in het regentschap Pasuruan van de provincie Oost-Java, Indonesië. Jogosari telt 7285 inwoners (volkstelling 2010).